# McMasterville
McMasterville es un municipio de la provincia de Quebec, Canadá. Es una de las ciudades pertenecientes al municipio regional de condado de La Vallée-du-Richelieu y, a su vez, a la región de Montérégie-Est en Montérégie. Es la sede de la conferencia regional de los elecciones de Montérégie Este.

## Geografía
McMasterville está ubicado por la orilla izquierda del río Richelieu en la planicie de San Lorenzo. El territorio de McMasterville está ubicado entre Beloeil al oeste e al norte, Otterburn Park al este así como Saint-Mathias-sur-Richelieu en orilla opuesta del Richelieu, y Saint-Basile-le-Grand al sur. Tiene una superficie total de 3,38 km² cuyos 3,12 km² son tierra firme.

## Historia
En 1878, Winthrop Brainerd y Lammot Du Pont, empresarios estadounidenses, adquirieron la compañía Hamilton Powder que fabricaba polvo negro para la construcción de ferrocarril en el territorio del actual McMasterville. La compañía fue renombrada Canadian Explosives Limited en 1910 con William McMaster como primero presidente hasta 1924. Como la compañía deseaba controlar el desarrollo del pueblo que se había implantado alrededor de la fábrica, el municipio de pueblo de McMasterville, del nombre del presidente de la compañía. En 1927, la Canadian Explosives Limited fue renombrada Canadian Industries Limited o CIL, ahora integrada a la Imperial Chemical Industries (ICI). La entidad local se volvió el municipio de McMasterville en 1995.

## Política
El alcalde es Gilles Plante. El consejo municipal es elegido según seis distritos. El municipio hace parte de la Comunidad metropolitana de Montreal. El municipio está incluso de las circunscripciones electorales de Borduas a nivel provincial y de Verchères-Les Patriotes a nivel federal.

## Demografía
Según el censo de 2011, había 5615 personas residiendo en este municipio con una densidad de población de 1810,3 hab./km². Los datos del censo mostraron que de las 5234 personas censadas en 2006, en 2011 hubo un aumento de 381 habitantes (+7,3 %). El número total de inmuebles particulares resultó ser de 2261. El número total de viviendas particulares que se encontraban ocupadas por residentes habituales fue de 2211.